# Monika Meyer-Holzapfel
Monika Meyer-Holzapfel (* 14. April 1907 in Lausanne; † 10. September 1995 in Bern) war eine Schweizer Zoodirektorin, Autorin und Honorarprofessorin für Tierpsychologie, Verhaltensforschung und Biologie.

## Biografie
Monika Holzapfel kam als Tochter des Kulturpsychologen und Philosophen Rudolf Maria Holzapfel (1874–1930) und der Bildhauerin und Schriftstellerin Bettina Holzapfel-Gomperz (1879–1948) zur Welt. Sie hatte eine Schwester, Myrrha (1905–1979). 1935 bekam sie durch Einbürgerung in Reisiswil das Schweizer Bürgerrecht verliehen.
Sie studierte Zoologie, Botanik, Geologie und Mineralogie an den Universitäten Bern und München. 1932 erwarb sie das Gymnasiallehrerpatent, 1933 promovierte sie an der Universität Bern zum Doktor der Philosophie. Während ihrer Zeit als Assistentin am Zoologischen Institut der Universität Bern bei Fritz Baltzer, von 1933 bis 1944, lernte sie ihren späteren Ehemann Gilbert Victor Meyer kennen, sie heirateten 1940. Ab 1943 begann Meyer-Holzapfel als Privatdozentin an der Universität Bern zu lehren. 1954 wurde sie Honorarprofessorin. Im Tierpark Dählhölzli übernahm sie im Jahre 1944 die Nachfolge als Verwalterin von Heini Hediger und blieb in dieser Eigenschaft bis 1969 dem Tierpark treu. Ihr Interesse galt der Erhöhung der Artenvielfalt im Vivarium, sie liess neue Anlagen bauen und alte erweitern, mit ihnen erweiterte sich der Tierpark um eine Fasanerie, es kamen Tierarten wie Luchs, Wolf und Wisent hinzu. In den Jahren 1954–1973 war sie nebenamtlich als Honorarprofessorin für Tierpsychologie, Verhaltensforschung und Biologie der Tiere an der Universität Bern tätig und wurde durch zahlreiche Arbeiten international bekannt.
Meyer-Holzapfel war 1944 die erste Frau in Europa, die einen Zoo leitete, und die erste Frau, welche als Mitglied in den 1946 neu gegründeten International Union of Directors of Zoological Gardens (IUDZG), heute WAZA, aufgenommen wurde. 1988 wurde Meyer-Holzapfel ein Ehrendoktorat der Universität Hamburg verliehen.
Nebst Meyer-Holzapfel, die im Jahre 1944 als erste Frau Europas einen Zoo leitete, stand Katharina Heinroth, in der Nachfolge ihres Mannes, ab 1945 dem Berliner Zoo vor. Weiter hatte die Amerikanerin Belle Benchley ab 1927 den Zoo San Diego geleitet.
Meyer-Holzapfels Nachlass wurde 2018 der Burgerbibliothek Bern übergeben und im Rahmen eines Erschliessungsprojekts 2020 aufgearbeitet.

## Werke
- Ueber Bewegungsstereotypien bei gehaltenen Säugern, Paul Parey, 1938
- Die Entstehung einiger Bewegungsstereotypien bei gehaltenen Säugern und Vögeln, 1939
- Monika Meyer-Holzapfel, Universität Basel. Zoologische Anstalt: Analyse des Sperrens und Pickens in der Entwicklung des Stars: Ein Beitrag zum Instinktproblem, Zoologisches Museum, 1939
- Triebbedingte Ruhezustände als Ziel von Appetenzhandlungen, J. Springer, „Naturwissenschaften“ 28. Jahrgang, Heft 18, vom 28. Januar 1940
- Störungen des psychischen Gleichgewichtes bei Tieren, 1947
- Die Beziehungen zwischen den Trieben junger und erwachsener Tiere, 1949
- Unser Tierpark Dählhölzli, Verbandsdruckerei AG., 1949
- Die Bedeutung des Besitzes bei Tier und Mensch, Institut für Psycho-Hygiene 1952
- Das Spiel bei Säugetieren (= Monika Meyer-Holzapfel, Werner Fischel, Erna Mohr, Hilde Gauthier-Pilters: Handbuch der Zoologie, Band 8: Mammalia, Teil 2, Ausgabe 10), W. de Gruyter 1955, ISBN 3-1100-5425-6
- Das Spiel bei Säugetieren – Haushunde – Das Verhalten der Pinnepedier – Das Verhalten der Tylopoden (= Handbuch der Zoologie, Band 5, 8, 10), W. de Gruyter 1955, ISBN 3-1100-5425-6
- Unsicherheit und Gefahr im Leben höherer Tiere, 1955
- Über die Bereitschaft zu Spiel- und Instinkthandlungen, 1956
- Das Spiel bei Säugetieren, Handbuch der Zoologie Band 8, W. de Gruyter 1956
- Methoden der Verhaltensforschung (= Konrad Lorenz, Irenäus Eibl-Eibesfeldt, Monika Meyer-Holzapfel: Handbuch der Zoologie, Band 8: Mammalia, Teil 8, Ausgabe 10), W. de Gruyter 1957
- Methoden der Verhaltensforschung – Ausdrucksformen der Säugetiere – Das Verhalten der Bären (Ursidae), (= Konrad Lorenz, Irenäus Eibl-Eibesfeldt, Monika Meyer-Holzapfel: Handbuch der Zoologie, Band 8: Mammalia, Teil 1, Ausgabe 10), W. de Gruyter, 1957
- Gruppenbildung bei Wirbeltieren, 1958
- Soziale Beziehungen bei Säugetieren, 1958
- Über das Spiel bei Fischen, insbesondere beim Tapirrüsselfisch (Mormyrus kannume Forsskål), 1960
- Monika Meyer-Holzapfel, Emil Hostettler: Tierpark Dählhölzli, Verlag Paul Haupt, 1962
- Tierpsychologie, Verhaltensforschung und Psychiatrie, 1964
- Mosaiksteine: Sonette, Benteli Verlag Bern 1965
- Tiere, meine täglichen Gefährten. Ernstes und Heiteres aus einem Tierpark, Benteli Verlag Bern 1966
- Tierpark kleine Heimat, Benteli Verlag Bern 1968
- Monika Meyer-Holzapfel, Heini Hediger: Hediger-Festschrift: Heini Hediger 60 Jahre, Geest & Portig, 1968
- Breeding Kestrels, 1970
- Hans Herren, Max Bloesch, Monika Meyer-Holzapfel, Schweizer Schulfunk: Bedrohte Tierwelt – retten statt ausrotten!: Leseheft des Schweizer Schulfunks im Dienst des Naturschutzes mit vier Einführungs- und Sendetexten (zum Teil umgearbeitet), Schweizer Schulfunk, Bilder und Schriften, 1971
- Welt der Maler – Maler der Welt, Gedichte über grosse Maler und deren Werke, Benteli Verlag Bern 1974
- Tiergeschichten und Gedichten
- Rudolf Maria Holzapfel. Leben und Werk, zum 100. Geburtstag, Verlag Neue Ideen, 1974
- Monika Meyer-Holzapfel, Schweizer National-Circus (Rapperswil, Sankt Gallen): Ein Zoo kommt zu uns!, Gebr. Knie 1974
- Zur Ontogenese des Beutefangs beim Waldkauz (Strix aluco L.): Beobachtungen und Experimente, 1976
- Blick nach aussen, Blick nach innen: Gedichte, M. Meyer-Holzapfel, 1978
- Bettina Holzapfel-Gomperz, Monika Meyer-Holzapfel: Wie auf einem stillen Weiher. Gedichte, Österreichische Verlagsanstalt 1979, ISBN 3-8520-2057-3
- Bettina Holzapfel, Monika Meyer-Holzapfel, Cedric Hausherr: Reisnerstrasse 13. Meine Jugend im Wien d. Jahrhundertwende. Aus dem Nachlass, Österreichische Verlagsanstalt & Schroll, 1980, ISBN 3-7031-0513-5
- Mensch – Erde Kosmos: Leben und Werk von Rudolf Maria Holzapfel. Gesellschaft für eine Gesamtkultur, Bern 1980
- Mosaiksteine. Blick nach Aussen, Blick nach Innen. Gedichte, J. Druck & Verlag 1992, ISBN 3-2600-5339-5